# Muséum d’histoire naturelle de la Ville de Genève

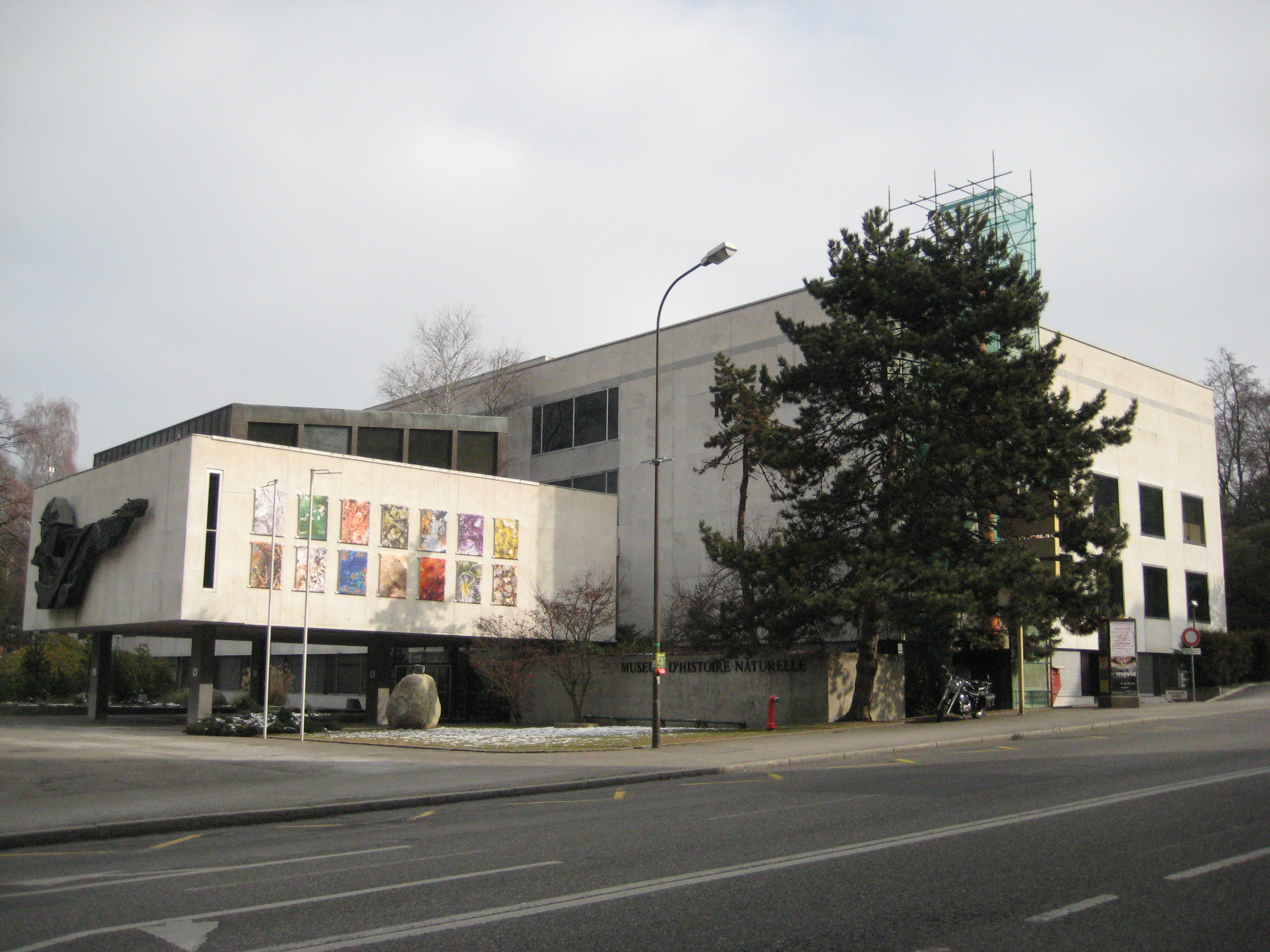
Museumsgebäude

Das Muséum d’histoire naturelle de la Ville de Genève (deutsch Naturhistorisches Museum der Stadt Genf) ist ein Museum im Quartier Eaux-Vives in der Stadt Genf.

## Geschichte
Das Museum wurde im Jahre 1820 gegründet. Die jetzigen Gebäude stammen aus dem Jahre 1970. Das Museum ist mit 10.000 Quadratmetern Ausstellungsfläche das grösste naturhistorische Museum der Schweiz.

## Sammlungen
Im Museum befinden sich unter anderem die Insektensammlungen von Louis Jurine mit Exponaten der Hymenoptera (Hautflügler), Coleoptera (Käfer), Lepidoptera (Schmetterlinge) und Hemiptera (Schnabelkerfe) sowie die Conchyliensammlung des
Christian Hee Hwass.